# Kanonicy laterańscy
Kanonicy regularni laterańscy, kanonicy laterańscy, Kongregacja Kanoników Regularnych Laterańskich Najświętszego Zbawiciela (CRL, Canonici regulares Lateranenses) – jedna z kongregacji Zakonu Kanoników Regularnych św. Augustyna, tj. zakonu kleryckiego, zorganizowana według reguły św. Augustyna. Powstała w XV wieku, biorąc nazwę od bazyliki laterańskiej, która przez krótki czas była jej główną siedzibą.

## Historia

### Kanonicy na Lateranie przed XV stuleciem
Bazylika laterańska początkowo była pod opieką świeckiego duchowieństwa (kleryków), by później przejść w ręce mnichów benedyktyńskich, a następnie świeckich kanoników. Papież Aleksander II (1061–1073) jako pierwszy próbował wprowadzić na Lateranie regułę św. Augustyna, najprawdopodobniej jednak bez trwałych rezultatów. Około roku 1117 papież Paschalis II sprowadził na Lateran kanoników regularnych św. Frygidiana, co ostatecznie zatwierdził papież Kalikst II w 1121 roku. Początkowo kanonicy z Lateranu byli ściśle zależni od prepozyta św. Frygidiana w Lukce, jednak w latach 1145–1153 uzyskali względną autonomię.
Kres obecności kanoników regularnych Kongregacji św. Frygidiana na Lateranie położył papież Bonifacy VIII, który w 1299 oddał bazylikę laterańską w ręce świeckich kanoników z kardynałem archiprezbiterem na czele.

### Kanonicy regularni Kongregacji Fregionaia (1402–1446)
Właściwą, bezpośrednią prekursorką Kongregacji Laterańskiej była kongregacja kanoników regularnych z Fregionaia, utworzona na początku XV wieku. Jej głównym ośrodkiem była prepozytura S. Maria in Fregionaia w Lukce. Jej początki wiążą się z postacią wędrownego kaznodziei Bartolomeo da Roma, jednego ze współzałożycieli wspólnoty kanoników regularnych S. Giorgio in Alga, oraz dwóch kanoników regularnych z S. Pietro in Ciel d’Oro w Pawii, Leone Gherardini da Carate i Taddeo da Bagnasco. Wszyscy trzej odłączyli się od swych macierzystych wspólnot w celu podjęcia życia we wspólnocie o jeszcze surowszych wymaganiach. W 1402 osiadli oni w opuszczonym klasztorze S. Maria in Fregionaia w Lukce. Ich styl życia szybko przyciągnął uwagę innych, co przyczyniło się do rozwoju wspólnoty. W 1406 liczyła już 14 członków podzielonych między domy zakonne (S. Maria in Fregionaia w Lukce oraz drugi w Mediolanie, zależny od prepozyta Fregionaia). W 1407 papież Grzegorz XII przydzielił kanonikom z Fregionaia kolejny dom zakonny w Rimini, a w 1408 nadał im zorganizowaną formę, oficjalnie erygując Kongregację Kanoników Regularnych z Fregionaia. W ciągu następnej dekady liczba ich domów zwiększyła się do siedmiu, a w 1420 wchłonęli oni znacznie starszą kongregację kanoników regularnych S. Maria in Portu z Rawenny, która liczyła wówczas sześć domów zakonnych (S. Maria in Portu oraz pięć dependencji).
Rozrost kongregacji spowodował, że formy organizacyjne nadane w 1408 przez Grzegorza XII okazały się niewystarczające. 30 czerwca 1421 papież Marcin V zreorganizował Kongregację Fregionaia, obligując ją do zwoływania kapituły generalnej oraz wyboru przełożonego generalnego.
W 1431 nowym papieżem został Eugeniusz IV, poprzednio kanonik regularny w S. Giorgio in Alga. Od początku pontyfikatu dążył on do osadzenia kanoników z Fregionaia w bazylice laterańskiej, nad którą kontrolę po usunięciu kanoników regularnych św. Frygidiana w 1299 sprawowali świeccy kanonicy. Plan ten udało się zrealizować w 1439, jednak kanonicy z Fregionaia zostali w Rzymie chłodno przyjęci i zaledwie rok później zmuszono ich do opuszczenia bazyliki. Papież nie dał jednak za wygraną i w 1444 sprowadził ich ponownie na Lateran, tym razem w znacznie liczniejszej grupie (50 kanoników wobec 30 w roku 1439). Dwa lata później Eugeniusz IV przekształcił Kongregację Fregionaia w Kongregację Kanoników Regularnych Laterańskich.

### Kanonicy regularni Kongregacji Laterańskiej (1446-1799/1823)
W 1446 papież Eugeniusz IV przekształcił Kongregację Fregionaia, której kilka lat wcześniej powierzył bazylikę laterańską, w Kongregację Kanoników Regularnych św. Jana na Lateranie. Protektorem tej kongregacji został kardynał Pietro Barbo, siostrzeniec Eugeniusza IV.
Obecność kanoników regularnych na Lateranie nie trwała długo. W 1455, kilka dni po swym wyborze papież Kalikst III usunął ich z Lateranu, powierzając go ponownie świeckim kanonikom. Dziewięć lat później kardynał Barbo, protektor kongregacji, został papieżem Pawłem II i ponownie nadał Lateran kanonikom regularnym, ale po jego śmierci w 1471 zostali oni znów usunięci, tym razem już na stałe. Jako rekompensatę, w 1483 papież Sykstus IV nadał im w Rzymie kościół S. Maria della Pace.
Pomimo niepowodzenia w samym Rzymie, okres od połowy XV wieku to dynamiczny rozwój Kongregacji Laterańskiej, która wchłonęła szereg znacznie starszych, wówczas podupadłych już wspólnot i kongregacji, np. św. Krzyża w Mortarze (1449), św. Andrzeja w Vercelli (1472), św. Piotra w Ciel d’Oro (1503) czy św. Frygidiana w Lukce (1517). Na początku XVI wieku Kongregacja Laterańska liczyła około 60 wspólnot. W XV i XVI wieku z grona kanoników laterańskich wywodziło się wielu poważanych kaznodziei, mistyków i teologów, jak np. Bartolomeo Pasolini, Nicolo Zannolini, Paolo Maffei, Timoteo Maffei czy Serafino Aceti da Fermo. W Genui ok. 1495 z poparciem miejscowych kanoników laterańskich powstał instytut modlitewno-charytatywny Oratorium Bożej Miłości, który następnie rozprzestrzenił się także po innych miastach Italii.
Poważnym ciosem dla prestiżu Kongregacji Laterańskiej była apostazja opata Pietra Martire Vermigliego, który w 1542 przeszedł na protestantyzm. Generalnie jednak, w okresie reformacji kanonicy laterańscy nie tylko nie ponieśli poważniejszych strat, ale wręcz wzmocnili swoją pozycję. W drugiej połowie XVI i XVII wieku dołączyło do nich szereg wspólnot z krajów dotkniętych postępami reformacji, m.in. cała Kongregacja Windesheim czy szereg wspólnot z Polski, a nieco później kanonicy regularni św. Patryka w Irlandii. W 1564 papież Pius IV przyznał jej honorowy prymat wśród wszystkich zakonów. W 1620 liczyła ona około 80 wspólnot.
W XVIII wieku kongregacja pogrążyła się w kryzysie. Oświeceniowe rządy zamknęły wiele domów zakonnych i wygnały kanoników laterańskich z Toskanii (1778), Lombardii (1781), Republiki Weneckiej (1783) i Sabaudii (1798). Inwazja wojsk rewolucyjnej Francji na Italię w 1799 przypieczętowała los Kongregacji Laterańskiej, która została zlikwidowana wraz z wieloma innymi wspólnotami zakonnymi we Włoszech.

### Kongregacja Kanoników Regularnych Laterańskich Najświętszego Zbawiciela (od 1823)
Kiedy w 1810 Napoleon I Bonaparte zlikwidował wszystkie zgromadzenia zakonne w Królestwie Włoch oraz regionach środkowej Italii przyłączonych bezpośrednio do Francji, przełożony generalny Kongregacji Kanoników Regularnych Najświętszego Zbawiciela (tzw. Kongregacji Renańskiej), Vincenzo Garofoli (1760–1839) wyjechał do Neapolu, gdzie zebrał kanoników regularnych wygnanych ze zlikwidowanych domów zakonnych, w tym nie tylko członków swojej kongregacji, ale także byłych członków Kongregacji Kanoników Laterańskich. Po upadku Napoleona w 1814 Garofoli, za zgodą papieża Piusa VII, kierował odbudową swojej kongregacji, dążąc jednocześnie do wskrzeszenia Kongregacji Laterańskiej i jej połączenia z Renańską. Odbudowane zostały domy kanoników w Rzymie, Gubbio, Orvieto, Urbino, Lukce i Fano, a w Neapolu kanonicy renańscy utworzyli wspólny dom z niedobitkami z grona kanoników laterańskich. Wysiłki Garofoliego zmierzające do unii obu wspólnot zostały uwieńczone sukcesem w 1823, gdy Stolica Apostolska utworzyła z ich połączenia nową Kongregację Kanoników Regularnych Laterańskich Najświętszego Zbawiciela, z Garofolim jako pierwszym przełożonym generalnym. W ciągu następnych kilkudziesięciu lat odnowiona kongregacja zdołała w dużej mierze odbudować swą pozycję w Italii. W 1859 przyłączyła się do niej polska Kongregacja Kanoników Regularnych z Krakowa (prepozytura Bożego Ciała).
W drugiej połowie XIX wieku kanonicy laterańscy zaczęli prowadzić misje także poza Włochami. We Francji pojawili się w 1864, jednak antyklerykalne władze III Republiki wygnały ich w 1881. Dalsze wspólnoty powstawały w Wielkiej Brytanii (od 1881), Hiszpanii (od 1884), Belgii (od 1887), Argentynie i Urugwaju (od 1893), Kongu (1937) i Brazylii (1946). Ekspansja przyczyniła się do utworzenia prowincji zakonnych. Początkowo powołano do życia prowincje włoską, „francuską” (w rzeczywistości belgijską) i hiszpańską. W 1952 utworzono także prowincję polską.

## Kanonicy laterańscy w Polsce
Na ziemiach polskich pierwsze wspólnoty kanoników laterańskich powstały na przełomie XI i XII w. w Czerwińsku nad Wisłą, Kłodzku, Mstowie, Trzemesznie i Żaganiu oraz przy kościele Najświętszej Maryi Panny na Piasku we Wrocławiu. W 1358 roku król Kazimierz Wielki sprowadził  zakon z Wrocławia do Kalisza, a w 1405 król Władysław Jagiełło z Kłodzka do Krakowa, osiedlając go przy kościele Bożego Ciała na Kazimierzu. W późniejszych latach powstały klasztory w kilkunastu miejscowościach (Kamień, Sucha Beskidzka, Wolbrom, Kłodawa, Kłobuck, Kraśnik, Kurozwęki oraz Wilno, Krzemieniec, Słonim, Bychów i Ozierany na dawnych Kresach Wschodnich). W czasie zaborów większość klasztorów uległa likwidacji, w tym w 1810 roku klasztor w Kaliszu. Ocalał jedynie klasztor w Krakowie, podniesiony w 1861 do rangi opactwa. Po 1945 roku zakon objął opieką duszpasterską kilka parafii na Ziemiach Zachodnich, w tym sanktuarium maryjne w Gietrzwałdzie oraz parafię w Ełku, Drezdenku i Nowym Drezdenku. W 1952 powstała prowincja polska, na czele której stoi wizytator (prowincjał), rezydujący w Krakowie. Tutaj też znajduje się nowicjat i seminarium duchowne. W 1990 zakon odzyskał opactwo w Mstowie. W 2005 roku kanonicy otworzyli Ośrodek Terapii Uzależnień OTU. Podjęli też posługę duszpasterską wśród Polonii w Wielkiej Brytanii i Francji oraz w Wawiórce na Białorusi. 

### Znani polscy kanonicy laterańscy
- Stanisław Kazimierczak - święty Kościoła katolickiego
- Józef Stramek (1935-2023) - od 1976 r. proboszcz parafii Bożego Ciała w Krakowie, od 2002 proboszcz i kustosz sanktuarium maryjnego w Gietrzwałdzie[3].

## Współczesność
W 1959 Kongregacja Kanoników Regularnych Laterańskich Najświętszego Zbawiciela przystąpiła do utworzonej przez papieża Jana XXIII Konfederacji Zakonu Kanoników Regularnych św. Augustyna. Na czele Kongregacji stoi opat generalny, rezydujący w Rzymie przy bazylice św. Piotra w Okowach. W 1970 Stolica Apostolska zatwierdziła nową konstytucję Kongregacji.
W 2008 Kongregacja liczyła 62 domy zakonne z 246 kanonikami (w tym 205 księży). Wspólnoty te znajdują się we Włoszech, Belgii, Francji, Włoszech, Polsce, Wielkiej Brytanii, Hiszpanii, Argentynie, Brazylii, Portoryko, na Dominikanie i w Republice Środkowej Afryki.